# قرار مجلس الأمن التابع للأمم المتحدة رقم 1900
قرار مجلس الأمن التابع للأمم المتحدة رقم 1900، الذي تم تبنيه بالإجماع في 16 ديسمبر 2009، بعد التذكير بالقرارات 827 (1993)، 1581 (2005)، 1597 (2005)، 1613 (2005)، 1629 (2005)، 1660 (2006)، 1668 ( 2006) و1800 (2008) و1837 (2008) و1849 (2008) و1877 (2009)، سمح المجلس لعدة قضاة في المحكمة الجنائية الدولية ليوغوسلافيا السابقة بالعمل بعد انتهاء فترة خدمتهم لتمكينهم استكمال العمل في القضايا التي انخرطوا فيها.
بموجب الفصل السابع من ميثاق الأمم المتحدة، قرر المجلس أن القاضيين كيمبرلي بروست (كندا) وأولي بيورن ستول (النرويج) اللذان ستنتهي ولايتهما في 31 ديسمبر 2009، يمكن أن يكملا قضية بوبوفيتش التي كان من المقرر أن تنتهي في مارس 2010. وفي الوقت نفسه، لوحظ أن العدد الإجمالي للقضاة المخصصين العاملين في المحكمة قد يتجاوز مؤقتا الحد الأقصى البالغ 12 قاضيا المنصوص عليه بحد أقصى 13 قاضيا. وسيعود عدد القضاة إلى 12 بحلول نهاية آذار / مارس 2010.
كانت المحكمة الجنائية الدولية ليوغوسلافيا السابقة، التي أُنشئت بموجب القرار 827 (1993)، محكمة قانونية تابعة للأمم المتحدة تتعامل مع جرائم الحرب التي وقعت خلال نزاعات أوائل التسعينيات التي أعقبت تفكك جمهورية يوغوسلافيا الاشتراكية الاتحادية.